# Loörarna
Loörarna är öar i Åland (Finland). De ligger i Skärgårdshavet och i kommunen Vårdö i landskapet Åland, i den sydvästra delen av landet. Öarna ligger omkring 32 kilometer nordöst om Mariehamn och omkring 250 kilometer väster om Helsingfors.
Arean för den av öarna koordinaterna pekar på är 6 hektar och dess största längd är 0,5 kilometer i sydöst-nordvästlig riktning.